# Võiste
Võiste est un petit bourg estonien situé dans la commune d'Häädemeeste et le comté de Pärnu.

## Géographie
Le village s'étend sur 7,18 km2 dans le sud-ouest du pays, le long du littoral du golfe de Finlande, à 160 km au sud de Tallinn.

## Histoire
Võiste est le chef-lieu de la commune d'Uulu, créée le 19 décembre 1991, qui prend le nom de Tahkuranna le 1er juin 1995. Lors de la réforme administrative de 2017, elle est supprimée et fusionnée avec la commune d'Häädemeeste.

## Démographie
en 2020, la population s'élevait à 450 habitants.